# Nit salvatge
Nit salvatge (títol original: Devil's Canyon) és una pel·lícula western estatunidenca en 3-D de 1953 dirigida per Alfred L. Werker. La pel·lícula és protagonitzada per Virginia Mayo, Dale Robertson, Stephen McNally i Arthur Hunnicutt. Està doblada al català.

## Argument
El 1897 a Arizona, un exmarshal és enviat a la presó territorial on molts dels seus enemics, entre guàrdies i reclusos, estan ansiosos de tenir l'oportunitat de venjar-se.

## Repartiment
- Virginia Mayo com Abby
- Dale Robertson com Reynolds
- Stephen McNally com Jesse
- Arthur Hunnicutt com Frank Taggert
- Robert Keith com Warden Morgan
- Jay C. Flippen com capità Wells
- George J. Lewis com coronel Jorge Gomez
- Whit Bissell com Virgil Gates
- Earl Holliman com Joe
- Paul Fix com guàrdia